# Guldkorn (album av Ola Magnell)
Guldkorn är samlingsalbum med låtar från Ola Magnells album på skivbolaget Metronome, utgivet på CD 2000. Innehållet på skivan är i stort sett identiskt med Ola Magnell: 1974–1987.

## Låtlista
Där inte annat anges är låtarna skrivna av Ola Magnell.
1. "Kliff" - 3:14
2. "Nya perspektiv" - 3:29
3. "När jag dör" - 2:04 (Loudon Wainwright III/Magnell)
4. "Min häst har blivit sjuk" - 4:43
5. "Ungmön dansar" - 3:15
6. "Påtalåten" - 3:13
7. "Rulltrappan" - 3:57
8. "Vällingklockan" - 3:27
9. "Pappa" - 5:54
10. "Sångerna vrenskas" - 4:40
11. "I min fantasi" - 3:59
12. "Höstkänning" - 4:02
13. "Vargarnas vår" - 5:05
14. "På älvors vis" - 3:44
15. "Tomma tunnor" - 5:08
16. "Trasten" - 5:38
17. "Lyckans länder" - 3:48
18. "Malvina utan mörker" - 4:43

### Fotnoter
1. 1 2  ”Ola Magnell”. Svensk mediedatabas. Arkiverad från originalet den 19 februari 2019. https://web.archive.org/web/20190219015931/https://smdb.kb.se/catalog/search?q=Ola%20Magnell&x=0&y=0. Läst 23 januari 2013.